# 云栖竹径
30°11′29.77″N 120°4′58.61″E / 30.1916028°N 120.0829472°E
云栖竹径位于杭州西湖西南侧的五云山山麓，为新西湖十景之一，因传说有五彩云霞飞集于此而得名“云栖”，又称“云栖梵径”选入清雍正年间“西湖十八景”。景区以蜿蜒的竹径而闻名，亦种植珙桐、石蒜、鸡爪槭、腊梅等植物，做到四季景观色彩鲜明。多次获选杭州“最佳公园(景区)”称号。
竹径旁有洗心、三聚、回龙、悦性、皇竹、遇雨等亭。 景区入口的碑亭，上有中共领导人陈云题写的“云栖竹径”四字。

## 图集

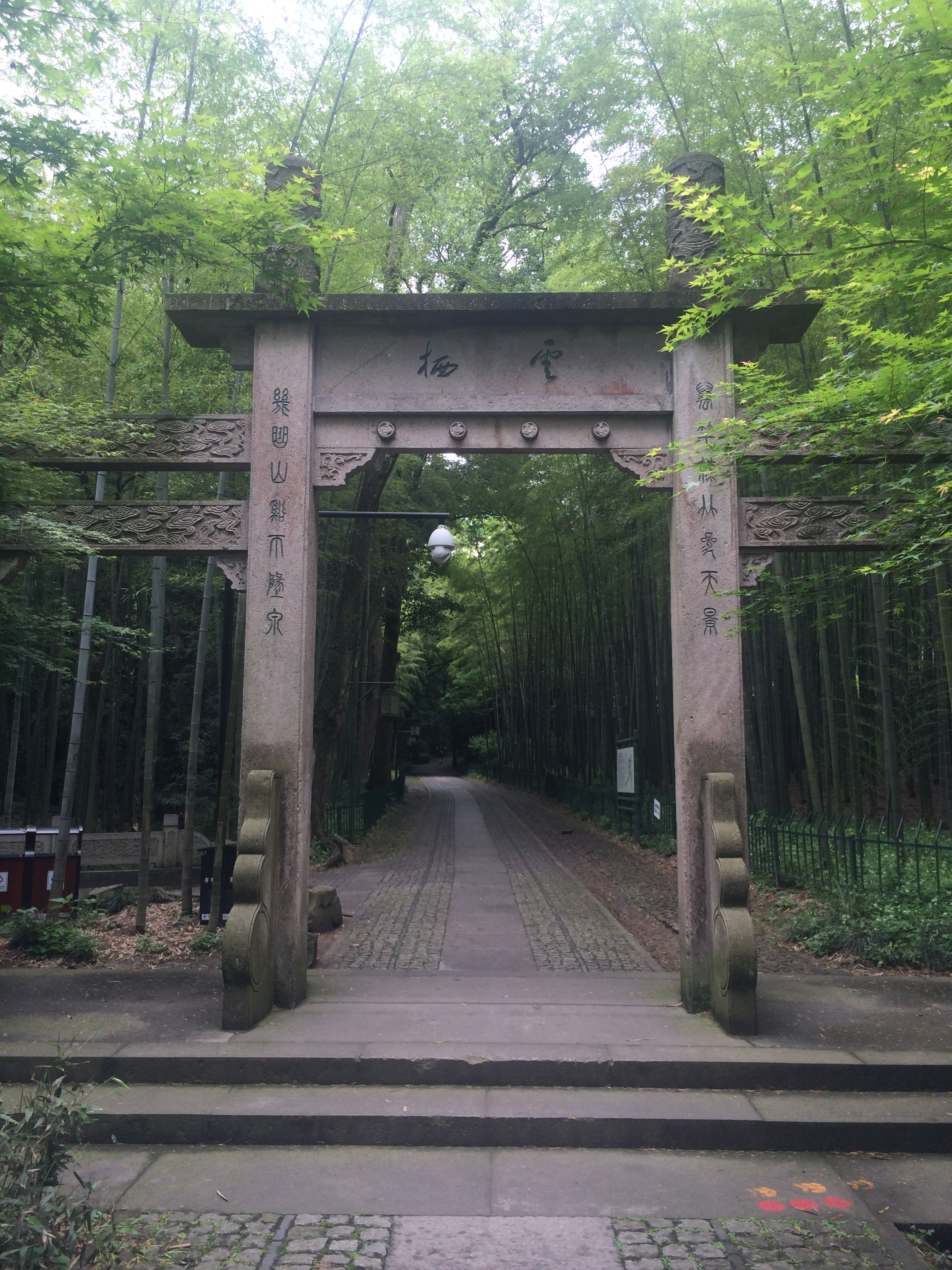
景区入口处的牌坊，上书“云栖”二字
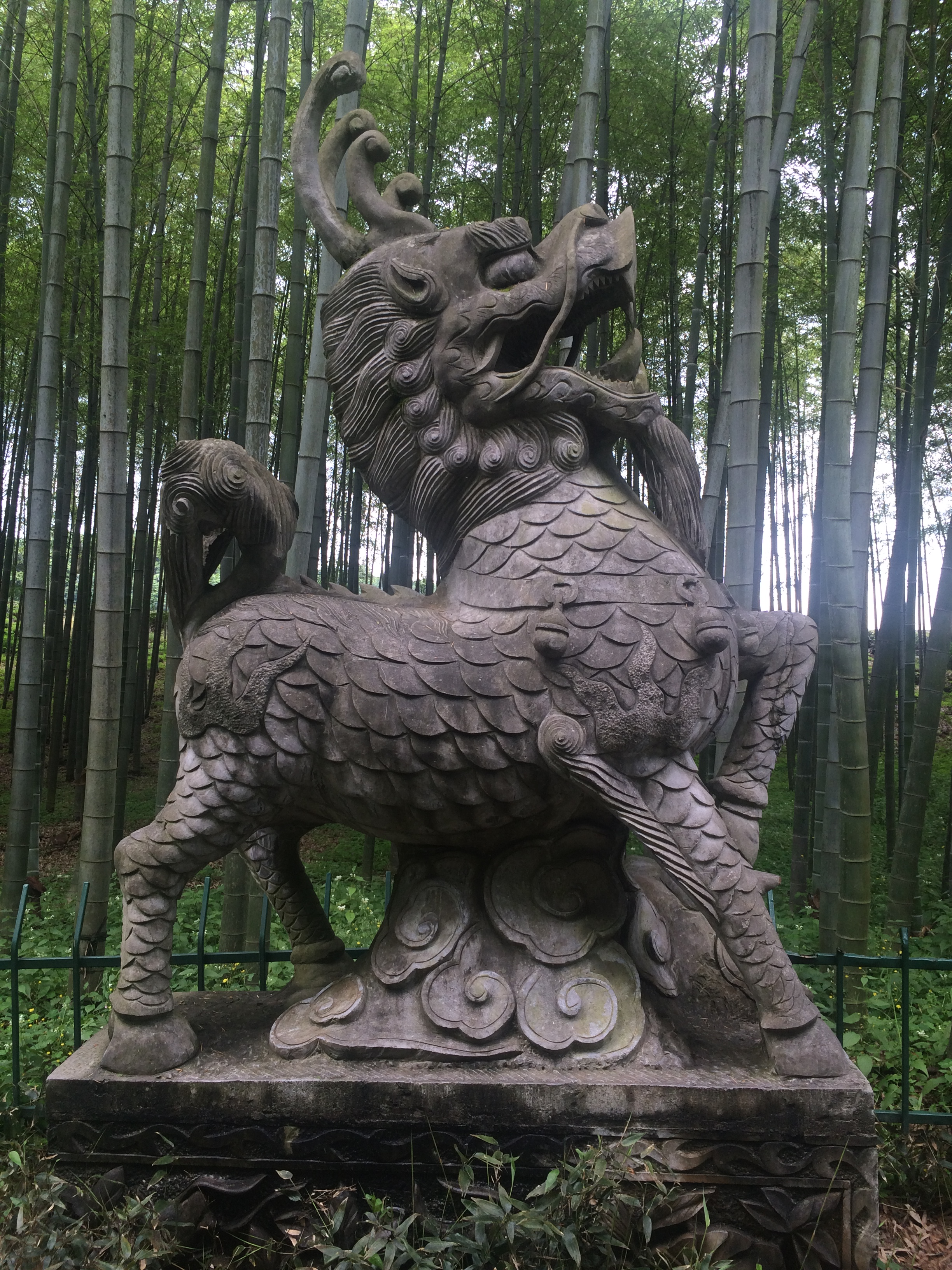
景区入口处的神兽雕像
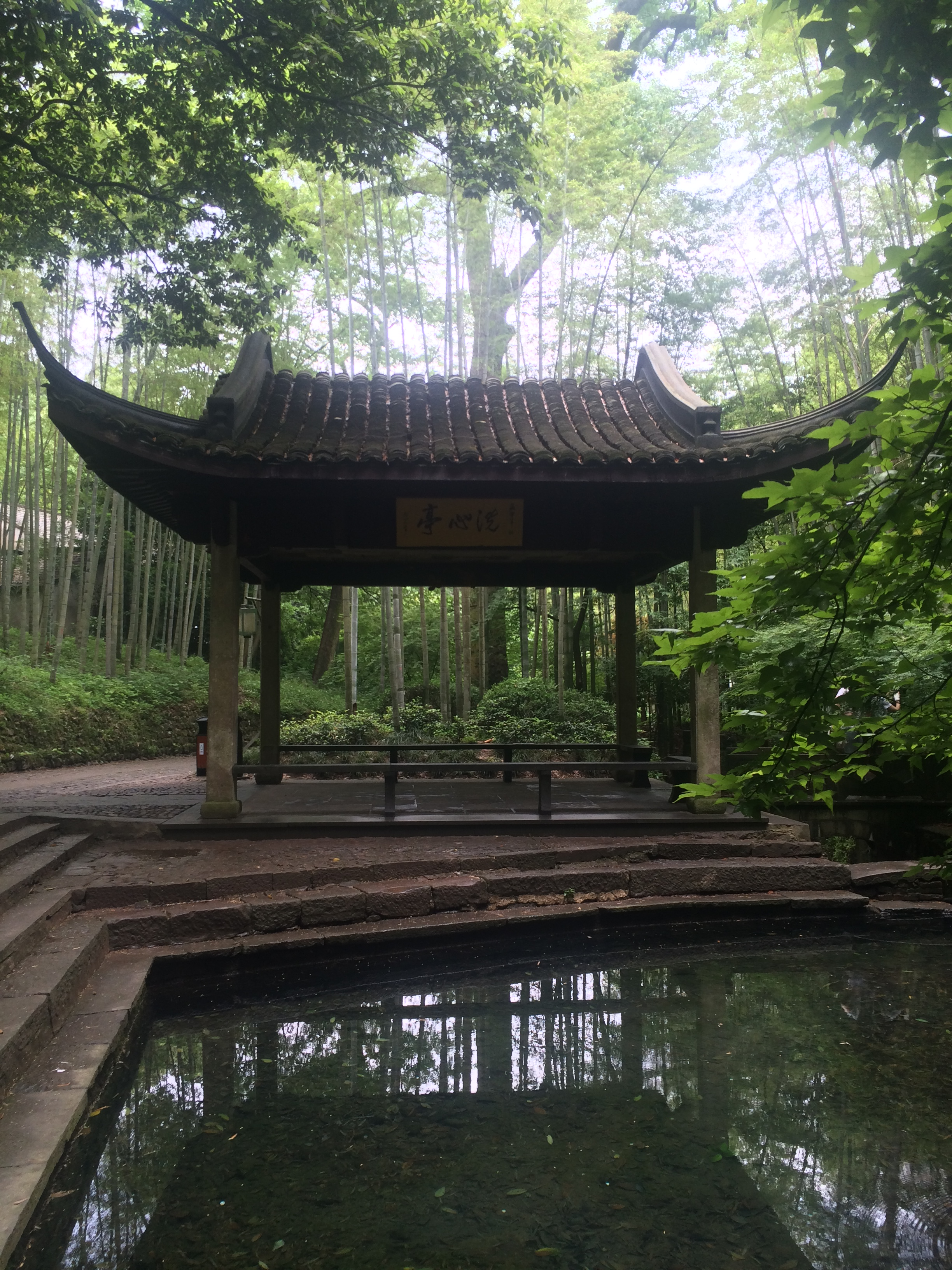
洗心亭和洗心池